# Tarahne Park
Tarahne Park är en park i Kanada.   Den ligger i provinsen British Columbia, i den västra delen av landet, 4 100 km väster om huvudstaden Ottawa. Tarahne Park ligger 690 meter över havet. Den ligger vid sjön Atlin Lake.
Terrängen runt Tarahne Park är varierad.Trakten runt Tarahne Park är nära nog obefolkad, med mindre än två invånare per kvadratkilometer.. 